# Mistrovství České republiky v šachu
Mistrovství České republiky v šachu je šachový turnaj, jenž určuje nejlepšího hráče šachu v Česku. Poprvé bylo hráno mezi lety 1905 a 1913 jako Mistrovství Čech, poté bylo přerušeno první světovou válkou a vystřídalo ho Mistrovství Československa v šachu, které se s jednou malou výjimkou (za rozdělení Československa během druhé světové války), hrálo až do rozpadu Československa roku 1992.
Od roku 1993 se koná pravidelně každý rok v různých termínech a místech. Kromě klasické podoby se od roku 2000 hraje také v rapid šachu a od roku 2003 v bleskovém šachu. Kromě otevřené kategorie probíhají také obdobné soutěže pro ženy, které se hrají zároveň s muži nebo jako samostatné turnaje.

## Historický přehled

### Mistrovství Čech v šachu
Hrálo se mezi lety 1905 a 1913 každé dva roky.
| Rok  | Místo          | Systém | Zlato             | Stříbro           | Bronz           |
| ---- | -------------- | ------ | ----------------- | ----------------- | --------------- |
| 1905 | Praha          |        | Oldřich Duras     | Lev Taussig       | Karel Treybal   |
| 1907 | Brno           |        | František Treybal | Julius Brach      | Ladislav Prokeš |
| 1909 | Praha          |        | Oldřich Duras     | Karel Treybal     | Ladislav Prokeš |
| 1911 | Plzeň          |        | Oldřich Duras     | Karel Hromádka    | Ladislav Prokeš |
| 1913 | Mladá Boleslav |        | Karel Hromádka    | František Treybal | Ladislav Prokeš |

### Mistrovství Čech a Moravy v šachu
Hrálo se třikrát během 2. světové války.
| Rok  | Místo    | Systém | Zlato           | Stříbro         | Bronz           |
| ---- | -------- | ------ | --------------- | --------------- | --------------- |
| 1940 | Rakovník |        | Jan Foltys      | Karel Opočenský | Vilém Olexa     |
| 1943 | Praha    |        | František Zíta  | Jan Foltys      | Karel Opočenský |
| 1944 | Brno     |        | Karel Opočenský | Bedřich Thelen  | Jaromír Florián |

### Mistrovství České republiky
| Rok  | Místo             | Systém         | Zlato             | Stříbro          | Bronz            |
| ---- | ----------------- | -------------- | ----------------- | ---------------- | ---------------- |
| 1993 | Luhačovice        | švýcarský      | Vlastimil Babula  | Zbyněk Hráček    | Jan Votava       |
| 1994 | Ústí nad Labem    | švýcarský      | Zbyněk Hráček     | Vlastimil Jansa  | Vlastimil Babula |
| 1995 | Olomouc           | švýcarský      | Karel Mokrý       | Marek Vokáč      | Vlastimil Jansa  |
| 1996 | Turnov            | každý s každým | Petr Hába         | Jan Votava       | Vlastimil Jansa  |
| 1997 | Zlín              | každý s každým | Pavel Blatný      | Sergej Movsesjan | Vlastimil Jansa  |
| 1998 | Zlín              | každý s každým | Sergej Movsesjan  | Petr Hába        | Vlastimil Jansa  |
| 1999 | Lázně Bohdaneč    | každý s každým | Marek Vokáč       | Petr Velička     | Eduard Meduna    |
| 2000 | Opava             | každý s každým | Pavel Blatný      | Zbyněk Hráček    | Eduard Meduna    |
| 2001 | Kunžak            | každý s každým | Eduard Meduna     | David Navara     | Pavel Blatný     |
| 2002 | Ostrava           | každý s každým | Petr Hába         | David Navara     | Miloš Jirovský   |
| 2003 | Luhačovice        | každý s každým | Miloš Jirovský    | Zbyněk Hráček    | Jiří Štoček      |
| 2004 | Karlovy Vary      | každý s každým | David Navara      | Jiří Štoček      | Vlastimil Jansa  |
| 2005 | Karlovy Vary      | každý s každým | David Navara      | Jiří Štoček      | Vlastimil Babula |
| 2006 | Brno              | každý s každým | Viktor Láznička   | Pavel Blatný     | Leonid Voloshin  |
| 2007 | Praha             | každý s každým | Tomáš Polák       | Vlastimil Babula | Jan Votava       |
| 2008 | Havlíčkův Brod    | každý s každým | Vlastimil Babula  | Tomáš Polák      | Jiří Štoček      |
| 2009 | Děčín             | každý s každým | Pavel Šimáček     | Robert Cvek      | Vladimír Talla   |
| 2010 | Ostrava           | švýcarský      | David Navara      | Tomáš Polák      | Pavel Šimáček    |
| 2011 | Pardubice         | každý s každým | Jiří Štoček       | Jan Krejčí       | Tomáš Polák      |
| 2012 | Kouty nad Desnou  | švýcarský      | David Navara      | Alexej Kislinsky | Vlastimil Babula |
| 2013 | Ledeč nad Sázavou | každý s každým | David Navara      | Vlastimil Babula | Igors Rausis     |
| 2014 | Ostrava           | švýcarský      | David Navara      | Richard Biolek   | Martin Petr      |
| 2015 | Havlíčkův Brod    | každý s každým | David Navara      | Jiří Štoček      | Vlastimil Babula |
| 2016 | Ostrava           | švýcarský      | Vojtěch Plát      | Štěpán Žilka     | Vítězslav Rašík  |
| 2017 | Ostrava           | švýcarský      | David Navara      | Zbyněk Hráček    | Jiří Štoček      |
| 2018 | Ostrava           | švýcarský      | Svatopluk Svoboda | Vojtěch Plát     | Richard Biolek   |
| 2019 | Ostrava           | švýcarský      | David Navara      | Lukáš Černoušek  | Pavel Šimáček    |
| 2020 | Plzeň             | švýcarský      | David Navara      | Viktor Láznička  | Zbyněk Hráček    |
| 2021 | Zlín              | každý s každým | Vojtěch Plát      | Štěpán Žilka     | Jan Krejčí       |
| 2022 | Ústí nad Labem    | švýcarský      | David Navara      | Vlastimil Babula | Jan Krejčí       |

### Rapid šach
Mistrovství České republiky v rapid šachu se koná pravidelně každý rok na festivalu Czech Open v Pardubicích v rámci otevřeného mezinárodního turnaje hraného švýcarským systémem. Ženy hrají samostatný turnaj v jiném termínu ve Znojmě, V závorce je uvedeno umístění v turnaji.
| Rok  | Zlato                 | Stříbro                   | Bronz                  |
| ---- | --------------------- | ------------------------- | ---------------------- |
| 2000 | Sergej Movsesjan (1.) | Marek Vokáč (4.)          | Vlastimil Babula (12.) |
| 2001 | Vlastimil Babula (1.) | Jiří Štoček (6.)          | Marek Vokáč (8.)       |
| 2002 | Jiří Štoček (6.)      | Pavel Blatný (8.)         | Marek Vokáč (11.)      |
| 2003 | Jan Votava (3.)       | Pavel Blatný (7.)         | Jiří Štoček (16.)      |
| 2004 | David Navara (1.)     | Marek Vokáč (2.)          | Miloš Jirovský (11.)   |
| 2005 | Jiří Štoček (1.)      | Tomáš Polák (4.)          | David Navara (7.)      |
| 2006 | Jan Votava (7.)       | Vlastimil Babula (10.)    | Jiří Štoček (11.)      |
| 2007 | Viktor Láznička (3.)  | Vlastimil Babula (10.)    | Jiří Štoček (12.)      |
| 2008 | Jiří Štoček (6.)      | David Navara (10.)        | Vlastimil Babula (18.) |
| 2009 | David Navara (2.)     | Vlastimil Babula (3.)     | Viktor Láznička (4.)   |
| 2010 | Vlastimil Babula (4.) | Jiří Štoček (9.)          | David Navara (20.)     |
| 2011 | David Navara (1.)     | Viktor Láznička (3.)      | Zbyněk Hráček (9.)     |
| 2012 | David Navara (6.)     | Vojtěch Zwardoň (21.-22.) | Vojtěch Plát (24.)     |
| 2013 | David Navara (7.)     | Vojtěch Plát (12.)        | Jiří Štoček (13.)      |
| 2014 | David Navara (6.)     | Martin Petr (8.)          | Vlastimil Babula (10.) |
| 2015 | Vojtěch Plát (5.)     | Viktor Láznička (8.)      | Robert Cvek (11.)      |
| 2016 | Štěpán Žilka (10.)    | Robert Cvek (13.)         | Vítězslav Rašík (15.)  |
| 2017 | Vojtěch Plát (7.)     | Pavel Zpěvák (16.)        | Jan Vykouk (23.)       |
| 2018 | Jiří Štoček (5.)      | Vojtěch Plát (7.)         | Vítězslav Rašík (16.)  |
| 2019 | Martin Červený (5.)   | Jiří Jirka (18.)          | Jan Vykouk (19.)       |
| 2020 | Vlastimil Babula (2.) | Jakub Půlpán (3.)         | Jan Vykouk (4.)        |
| 2021 | Jan Vykouk (2.)       | Vlastimil Babula (6.)     | Jakub Půlpán (7.)      |
| 2022 | Vojtěch Plát (4.)     | Vlastimil Babula (5.)     | Jakub Půlpán (6.)      |
| 2023 | Jan Vykouk (4.)       | Jakub Půlpán (5.)         | Peter Michalík (6.)    |
| 2023 | David Navara (2.)     | Jakub Půlpán (4.)         | Piotr Piesik (8.)      |

### Bleskový šach
Mistrovství České republiky v bleskovém šachu se koná pravidelně každý rok od roku 2003 jako samostatná akce. Od roku 2006 hrají v ženy ve stejném termínu i místě samostatný turnaj. Hraje se švýcarským systémem na 13 kol, přičemž první čtyři postupují do závěrečných bojů o medaile, které probíhají formou semifinále, finále a zápasu o třetí místo.
| Rok  | Místo     | Zlato            | Stříbro             | Bronz                 |
| ---- | --------- | ---------------- | ------------------- | --------------------- |
| 2003 | Praha     | David Navara     | Petr Hába           | Pavel Jirovský        |
| 2004 | Praha     | David Navara     | Petr Hába           | Pavel Blatný          |
| 2005 | Praha     | David Navara     | Miloš Jirovský      | Tomáš Polák           |
| 2006 | Praha     | Tomáš Polák      | Radek Kalod         | Petr Hába             |
| 2007 | Praha     | David Navara     | Eduard Meduna       | Viktor Láznička       |
| 2008 | Praha     | David Navara     | Miloš Jirovský      | Pavel Jirovský        |
| 2009 | Praha     | Miloš Jirovský   | David Navara        | Jan Bernášek          |
| 2010 | Praha     | David Navara     | Miloš Jirovský      | Vojtěch Plát          |
| 2011 | Praha     | Viktor Láznička  | Tomáš Polák         | Alexej Kislinsky      |
| 2012 | Praha     | Vojtěch Plát     | Viktor Láznička     | David Navara          |
| 2013 | Brno      | David Navara     | Vlastimil Babula    | Vojtěch Plát          |
| 2014 | Brno      | David Navara     | Viktor Láznička     | Vlastimil Babula      |
| 2015 | Praha     | Vojtěch Plát     | Viktor Láznička     | Vlastimil Babula      |
| 2016 | Praha     | Viktor Láznička  | Zbyněk Hráček       | Jiří Kočiščák         |
| 2017 | Praha     | Miloš Jirovský   | Peter Michalík      | Vlastimil Babula      |
| 2018 | Praha     | Viktor Láznička  | Vlastimil Babula    | Peter Michalík        |
| 2019 | Praha     | David Navara     | Viktor Láznička     | Tomáš Kraus           |
| 2020 | online    | Alexej Kislinsky | David Navara        | Epaminondas Kourousis |
| 2021 | Brno      | Peter Michalík   | David Navara        | Jakub Půlpán          |
| 2022 | Praha     | Vojtěch Plát     | Thai Dai Van Nguyen | Vojtěch Zwardoň       |
| 2023 | Pardubice | David Navara     | Tomáš Polák         | Petr Neuman           |
| 2024 | Brno      | Peter Michalík   | Jakub Půlpán        | Petr Gnojek           |

## Šampioni v korespondenčním šachu
| Ročník  | Roky      | Vítěz |
| ------- | --------- | --- |
| X.      | 1995–1996 | Václav Lexa |
| XI.     | 2001–2003 | Stefan Jandek |
| XII.    | 2003–2005 | Ladislav Pravec |
| XIII.   | 2001–2003 | Antonín Kadlek |
| XIV.    | 1999–2003 | Ludvík Pospíšil |
| XV.     | 2001–2003 | David Vrkoč |
| XVI.    | 2004–2006 | Kamil Stalmach |
| XVII.   | 2005–2007 | Jiří Soudný |
| XVIII.  | 2006–2007 | Václav Přepiora |
| XIX.    | 2007–2009 | Petr Matějka |
| XX.     | 2008–2009 | Petr Laurenc |
| XXI.    | 2009–2010 | Jiří Buček |
| XXII.   | 2010–2011 | Josef Hladeček |
| XXIII.  | 2011–2012 | Vladislav Hýbl |
| XXIV.   | 2012–2013 | Vratislav Novák |
| XXV.    | 2013–2014 | Stanislav Kudela |
| XXVI.   | 2014–2015 | Václav Čontoš |
| XXVII.  | 2015–2016 | František Nepustil |
| XXVIII. | 2016–2017 | Jindřich Binas |
| XXIX.   | 2017–2018 | Jana Valinová |
| XXX.    | 2018–2019 | Miloš Prchlý |
| XXXI.   | 2019–2020 | Pavel Postupa |
| XXXII.  | 2020–2021 | Jaroslav Alexa, Jindřich Binas                                                                                          |
| XXXIII. | 2021–2022 | Josef Sikora, Jiří Hostinský, Pavel Postupa, Josef Kolařík, Radek Dlouhý, Jaroslav Alexa, Ladislav Pravec, Štefan Friča |
| XXXIV.  | 2022–2023 | Miloš Prchlý |